# Ауэрбах, Эрих
Э́рих Ауэрба́х (нем. Erich Auerbach; 9 ноября 1892, Берлин — 13 октября 1957, Уоллингфорд, Коннектикут) — немецкий филолог и историк романских литератур, педагог.

## Биография

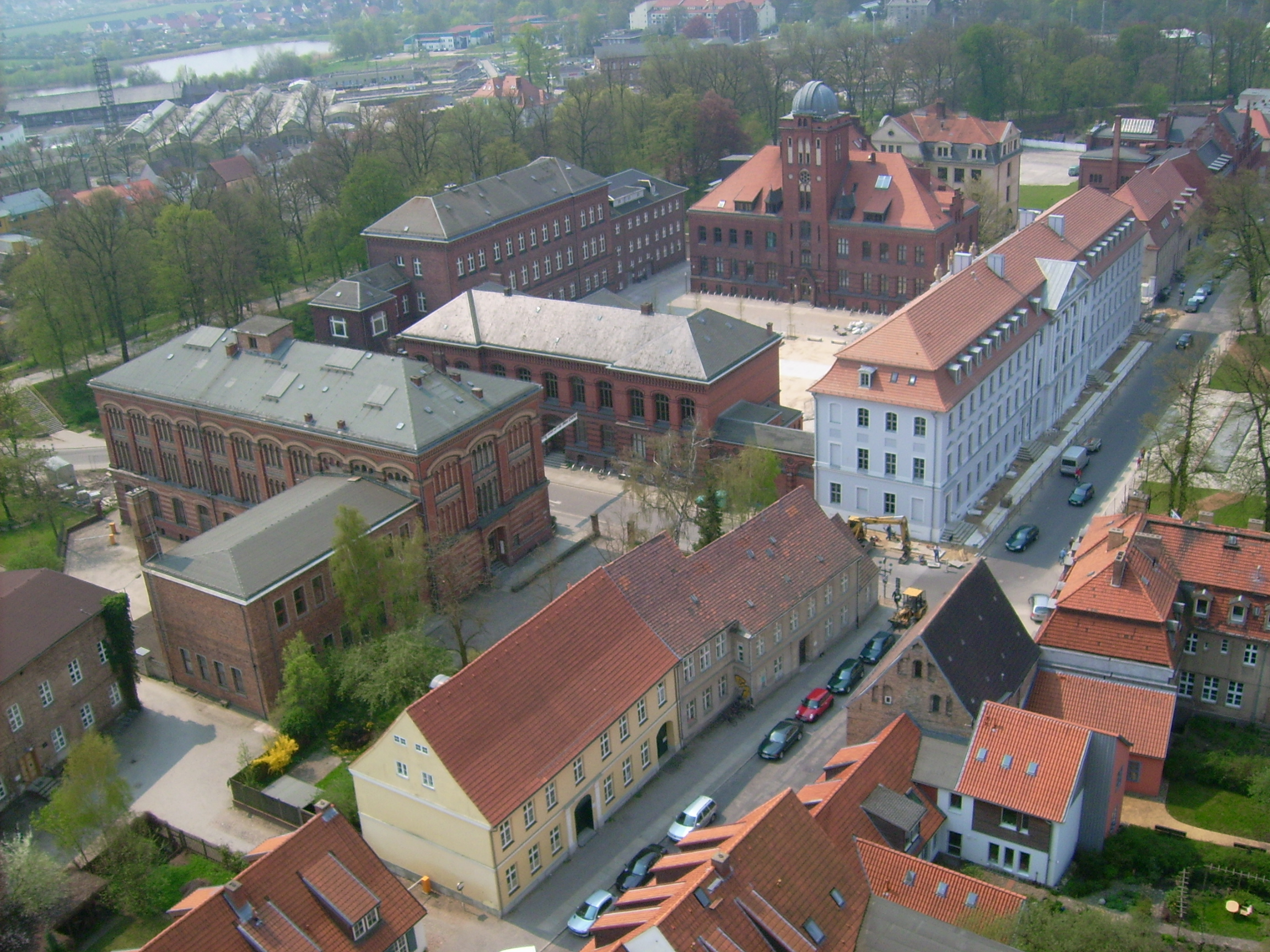
Грайфсвальдский университет

Из еврейской семьи. Учился в Берлине, Фрайбурге, Мюнхене. В 1913 году получил степень доктора права в Гейдельбергском университете. Участвовал в Первой мировой войне. Затем решил сменить профессию, закончил филологический факультет Грайфсвальдского университета (1921). В 1923—1929 годах — служащий в Государственной библиотеке Пруссии в Берлине. Перевел Дж. Вико (1924). С 1929 года преподавал на филологическом факультете Марбургского университета. Переписывался с В. Беньямином, который высоко оценил диссертацию Ауэрбаха о творчестве Данте. После прихода нацистов к власти был в 1935 году отстранен от преподавания. Эмигрировал в Турцию, преподавал в Стамбульском университете. С 1947 года жил и работал в США. Преподавал в Пенсильванском университете, в Принстоне, Йеле.

## Научные интересы
Главная книга Ауэрбаха «Мимесис» (1946), написанная в Стамбуле, была переведена в 1953 на английский, а затем и другие языки, получила широкую популярность, оказала глубокое воздействие на теорию и практику интерпретации литературы, культуры, истории в гуманитарных дисциплинах и социальных науках Запада; в частности, под влиянием «Мимесиса» складывался микроисторический подход Карло Гинзбурга, ему многим обязаны Дж. Стайнер, Э. Саид, Дж. Хартман, Фр. Джеймисон и др. Составившие книгу очерки о европейской словесности от Гомера до Вирджинии Вулф стали буквально классическими: по ним до нынешнего дня учат и учатся языку зрелой филологии. Проблема репрезентации «реальности» находилась в центре уже первой книги Ауэрбаха — его труда о Данте (1929); здесь же он поставил проблему публики, структур читательского понимания, которой будут специально посвящены его работы о французской публике эпохи барокко (1933) и о литературном языке и публике в поздней античности и Средневековье (1958).

## Труды
- Dante als Dichter der irdischen Welt (1929)
- Vico und Herder (1932)
- Das französische Publikum des 17. Jahrhunderts (1933)
- Romantik und realismus (1933)
- Neue Dantestudien (1944)
- Mimesis. Dargestellte Wirklichkeit in der abendländischen Literatur (1946)
- Introduction aux études de philologie romane (1949)
- Vier Untersuchungen zur Geschichte der französischen Bildung (1951)
- Typologische Motive in der mittelalterlichen Literatur (1953)
- Literatursprache und Publikum in der lateinischen Spätantike und im Mittelalter (1958)
- Scenes from the Drama of European Literature (1959)
- Gesammelte Aufsätze zur romanischen Philologie (1962)

## Публикации на русском языке
- Мимесис. Изображение действительности в западноевропейской литературе. М.: Прогресс, 1976 (переизд.: СПб: Университетская книга, 2000)
- Данте — поэт земного мира. М.: «Российская политическая энциклопедия» (РОССПЭН), 2004
- Филология мировой литературы // Вопросы литературы  / пер. с нем. Ю. Ивановой, П. Лещенко, А. Лызлова. — 2004. — № 5. — С. 123—139.